# Chihayafuru
Chihayafuru (ちはやふる) é um mangá escrito e ilustrado por Yuki Suetsugu, serializado na Be Love e publicado pela Kodansha. Conta a história de uma colegial, Chihaya Ayase, que acaba sendo inspirada por um novo colega de sala a jogar karuta do Hyakunin Isshu competitivamente. Teve sua adaptação para um anime que foi ao ar na Nippon Television e no Crunchyroll entre outubro de 2011 e março de 2012. Uma segunda temporada foi lançada entre janeiro e junho de 2013. O filme saiu em 19 em março de 2016.
O mangá ganhou o prêmio Manga Taisho Award e Kodansha Manga Award. Desde o seu quarto volume em março de 2009, tem aparecido regularmente no Ranking Japonês de Quadrinhos, e em agosto de 2011 foi estimado a venda de 4,5 milhões de cópias. Sua popularidade impulsionou o Karuta competitivo no Japão e fora dele.

## Sinopse
Chihaya Ayase é uma garota que passou boa parte de sua vida simplesmente admirando a sua irmã em sua carreira de modelo. Isso muda quando ela conhece um garoto chamado Arata Wataya, um talentoso jogador de karuta. Depois de se tornarem amigos, ele acredita que Chihaya tem potencial para se tornar uma ótima jogadora. Enquanto Chihaya começa a ter um novo sonho de ser a melhor jogadora de karuta do Japão, ela é separada dos seus amigos que jogam karuta conforme eles crescem. Agora, no colegio, Chihaya encontra novamente seu amigo de infância, Taichi Mashima. Juntos, eles formam o Clube de Karuta Mizusawa. Com seus companheiros de equipe e amigos dando apoio a ela, Chihaya luta para ser a melhor jogadora de karuta do mundo e, um dia, estar com o Arata novamente.

## Personagens

### Personagens Principais
Chihaya Ayase (綾瀬 千早 Ayase Chihaya)
Aniversário: 1º de Junho
É a jogadora mais experiente do anime.
Uma colegial determinada que foi inspirada por Arata no ensino fundamental a jogar karuta e tem um sonho de se tornar a "Queen" (melhor jogadora do Japão) do karuta. Ela começa um clube de karuta em seu colégio junto com Taichi. Ela conhece primeiramente o karuta competitivo através de seu amigo de infância, Arata. Possui uma audição excepcional que lhe garante uma vantagem enquanto joga karuta. Ao mesmo tempo em que é bonita, é considerada estranha demais, fazendo com que seus colegas de classe a apelidem de "Beleza em vão". Ela é doida por karuta (seus amigos a chama de "karuta baka"), ao ponto de se esquecer dos sentimentos dos outros quando se trata de karuta. Chihaya é a capitão do Clube de Karuta Mizusawa. Ela trabalha duro para se aperfeiçoar no karuta, e chega na classe A. Ela é pessoa forte e apaixonante que ama karuta e é dedicada ao seus companheiros de equipe e amigos. Chihaya compartilha de um forte laço de confiança e amizade com Taichi e admira suas habilidades em liderar o Clube, apesar de não perceber os sentimentos dele por ela. Chihaya tem uma ligação profunda com Arata, apesar da sua amizade distante. Chihaya ainda não entende o que ela realmente sente por Arata. Contudo, ela diz que sempre "amará" karuta e o Arata.
Taichi Mashima (真島 太一 Mashima Taichi)
Aniversário: 2 de Abril
Um bonito e talentoso esportista< and Chihaya's childhood friend. Sua mãe é muito dura com ele, falando que ele deveria apenas praticar atividades nas quais ele pode ganhar. Ele parece ter sentimentos pela Chihaya, mesmo tendo uma namorada no começo da história, e sente muito ciúmes dos sentimentos da Chihaya pelo Arata. Taichi realmente gosta de Chihaya, desde que eram crianças, ele tinha sentimentos por Chihaya. Taichi é o presidente do Clube de Karuta Mizusawa. Ele é um estudante e um atleta talentoso, e no começo da série ele acredita ter superado o 'karuta', mas logo após, ao ver Chihaya se esforçando e se divertindo, ele decide ajudá-la a formar um clube de karuta. Ele possui boas habilidades analíticas e uma excelente memória quando joga karuta, mas possui muito azar. Por causa disso, ele acaba ficando na Classe B bem mais do que deveria. Ele ama Chihaya desde sua infância (e eventualmente percebeu esses sentimentos) mas nunca se declarou para ela. Quando Sumire tenta se declarar para Taichi, ele diz que ele prefere ter um relacionamento com a garota que ele ama do que com uma garota que o ame, falando indiretamente da Chihaya. Ele se importa muito com ela, estando sempre nos momentos em que a Chihaya se encontra chateada ou triste. Ele tem uma personalidade séria para compensar a personalidade cômica da Chihaya. Quando criança, Taichi era um garoto rico problemático e não gostava do Arata, tirando sarro dele por ser pobre, mas assim que ele, Chihaya e Arata começaram a jogar karuta juntos, eles se tornaram melhores amigos. No quesito amor, Taichi ainda vê Arata como um rival. Taichi espera que Chihaya perceba seus sentimentos para que ele realmente possa se declarar.
Arata Wataya (綿谷 新 Wataya Arata)
Aniversário: 1º de Dezembro
Arata Wataya era um aluno transferido para a escola fundamental da Chihaya, neto do Mestre Eterno de karuta, Arata inspira Chihaya a começar a jogar karuta. Ele tem dificuldade de se enturmar na sua classe por causa do seu dialeto de Fukui e paixão por karuta, mas Chihaya se torna amiga dele.  Seu sonho é  se tornar o Meijin do karuta. Depois de se formar no ensino fundamental, ele volta para Fukui para cuidar do seu avô. Depois de voltar para Fukui, ele para de jogar karuta porque seu avô havia morrido enquanto Arata estava em um campeonato de karuta para passar para a Classe A. Contudo, depois que Chihaya e Taichi o visitam em Fukui, ele decide jogar karuta competitivo novamente. Arata preza sua amizade por Chihaya e pelo Taichi. Posteriormente no mangá, Arata confessa seu amor por Chihaya, e também fala que ele voltará para Tokyo. Arata então sai, deixando Chihaya frustrada e sem palavras.

### Clube de Karuta Mizusawa
Kanade Oe (大江 奏 Ōe Kanade)
Uma garota que aprecia os clássicos, Kanade é quieta e trabalha em uma loja de kimono e gosta de todos os tipos de roupas tradicionais. Ela entende muito bem o verdadeiro significado por trás dos 100 Poemas e se junta ao clube sob uma condição: todos teriam que começar a usar hakama. Seu sonho é se tornar uma leitora oficial e ler para a Chihaya na sua partida contra a Rainha. Ela sabe o que Taichi sente por Chihaya e lhe diz para se empenhar nisso.
Yusei Nishida (西田 優征 Nishida Yūsei)
Um garoto um pouco gordinho que é normalmente chamado por 'Porquinho' (肉まんくん, Nikuman-kun) pela Chihaya. Uma vez um jogador top de karuta que já havia jogado contra Chihaya, Arata e Taichi em um campeonato do ensino fundamental, Yusei para de jogar karuta depois de perder contra o Arata e começa a usar o Tênis como um refúgio. Entretanto, Chihaya consegue fazê-lo lembrar de como karuta era divertido e isso faz com que ele entre no clube de karuta. Mesmo que ele seja muito talentoso no karuta, focado em um estilo defensivo, ele se abala facilmente.
Tsutomu Komano (駒野 勉 Komano Tsutomu)
Um garoto inteligente na classe de Chihaya que é o segundo melhor no ranking de notas, ficando atrás somente do Taichi. Sempre ligado a sua carteira e antisocial, pensa que nada vale a pena a ser feito a não ser que isso te deixe mais inteligente. Todavia, Chihaya e Taichi convencem ele que karuta envolve muita estratégia e ele entra para o clube. Com o progresso da série, Tsutomu desenvolve suas habilidades sociais com seus companheiros, especialmente com a Kanade. Agora ele é o estrategista do time, tomando notas em cada partida.
Sumire Hanano (花野 菫 Hanano Sumire)
Uma garota que se junta ao clube de karuta no começo do segundo ano da Chihaya. Sendo dispensada pelo seu namorado no primeiro dia de aula, ela fica desesperada para achar um novo namorado e imediatamente tem uma queda por Taichi, que não corresponde. Sumire inicialmente se junta ao clube para se aproximar do Taichi, mas quando ela disse inadvertidamente isso aos membros do clube, ela foi convencida por Kanade para ficar e se empenhar no karuta. Seus sentimentos por Taichi se tornaram mais genuínos conforme ela ficava mais tempo perto dele. Mesmo que ela seja nova no jogo, ela tende a mostrar fortes emoções ao ler os poemas.
Akihiro Tsukuba (筑波 秋博 Tsukuba Akihiro)
Um garoto que se junta ao clube de karuta no começo do segundo ano da Chihaya. Ele é originalmente de Hokkaido e é um mestre em jogar o karuta de segundo verso com suas duas mãos. Ele entra no clube para aprender a jogar o karuta de primeiro verso. Ele vem de uma família que é atraída por gente bonita, e possui três irmãos menores que o admiram. No começo, ele fazia coisas sorrateiras (como mudar a ordem de seus companheiros antes dos jogos) para que ele então pudesse mostrar suas habilidades na frente de seus irmãos. Ele e seus irmãos admiram Chihaya tanto pela sua habilidade quanto pela sua beleza, e diversas vezes demonstra ter uma pequena queda pela Chihaya.
Taeko Miyauchi (宮内 妙子 Miyauchi Taeko)
Apelidada de “Imperatriz”, ela é a conselheira do clube de karuta e também a professora de Ayase e do Tsutomu. No começo, não estava muito receptiva ao karuta, mas conforme via o empenho dos membros do clube, foi ficando gradualmente mais receptiva.

### Outros
Shinobu Wakamiya (若宮 詩暢 Wakamiya Shinobu)
A atual Rainha do karuta, ela também é a Rainha mais jovem da história. Quando ela era mais nova, havia uma garota que era uma amiga muito próxima dela, mas porque Shinobu era muito habilidosa, não era permitido a ela jogar karuta com crianças de sua idade. Ela foi isolada dos outros.
Hisashi Suo (周防 久志 Suō Hisashi)
O atual  Meijin do karuta. Começou a jogar karuta na faculdade, e levou três anos para obter o título de Meijin. Sua comida preferida são doces.
Hidehiro Harada (原田 英弘 Harada Hidehiro)
Presidente da Sociedade de Karuta Shiranami.  Foi ele quem ensinou Taichi a jogar karuta. Chihaya contuma jogar partidas contra ele para melhorar suas habilidades. E é conhecido como " urso " para os alunos.
Hiroshi Tsuboguchi (坪口 広史 Tsuboguchi Hiroshi)
O Ás da Sociedade de Karuta Shiranami  Conseguiu ir até a final do Meijin mas perdeu para o seu oponent extremamente fortee. Atualmente é o conselheiro do Clube de Karuta Colégio Homei.
Yasuda (安田 Yasuda)
Oponente de Chihaya durante a partida que garantiu a promoção de Chihaya para a classe A.
Yumi Yamamoto (山本 由美 Yamamoto Yumi)
A antiga Rainha do karuta, ela tem 24 anos. Ao contrário da Shinobi e Chihaya, ela é regular, com talento somente para o karuta. Enquanto joga, costuma discutir com seu oponente para cada carta que perde, mesmo que não tenha fundamento nenhum. Ela foi capaz de vencer Chihaya em um campeonato usando esse truque, já que Chihaya inocentemente sucumbiu a todas os seus argumentos. Esse truque não funcionou contra Shinobu porque ela era muito rápida para ela.
Chitose Ayase (綾瀬 千歳 Ayase Chitose)
A irmã mais velha da Chihaya, que trabalha como modelo. Ela tem dúvidas sobre sua carreira como modelo, mas fica determinada quando vê sua irmã focando em karuta o tempo inteiro.

## Desenvolvimento
Yuki Suetsugu pertencia a um clube de karuta no colegial, e sentia que esses anos de colégio eram um perído na vida de uma pessoa que "você pode se dedicar a parte mais genuína sua para fazer algo". O nome da série vem das primeiras cinco sílabas de um poema da antologia poética do Hyakunin Isshu, que está impressa nas cartas de karuta.

## Mídia

### Mangá
O manga foi serializado na Be Love desde 2007, e foi publicado pela Kodansha em 50 volumes independentes em Dezembro de 2022, que também estão disponível no formato eBook.
| N.º | Data de lançamento      | ISBN                                                                  |
| --- | ----------------------- | --------------------------------------------------------------------- |
| 01  | 13 de maio de 2008      | 978-4-06-319239-1                                                     |
| 02  | 15 de setembro de 2008  | 978-4-06-319245-2                                                     |
| 03  | 12 de dezembro de 2008  | 978-4-06-319252-0                                                     |
| 04  | 13 de março de 2009     | 978-4-06-319259-9                                                     |
| 05  | 12 de junho de 2009     | 978-4-06-319266-7                                                     |
| 06  | 11 de setembro de 2009  | 978-4-06-319271-1                                                     |
| 07  | 11 de dezembro de 2009  | 978-4-06-319276-6                                                     |
| 08  | 12 de março de 2010     | 978-4-06-319282-7                                                     |
| 09  | 11 de junho de 2010     | 978-4-06-319287-2                                                     |
| 10  | 13 de setembro de 2010  | 978-4-06-319294-0                                                     |
| 11  | 13 de dezembro de 2010  | 978-4-06-380301-3                                                     |
| 12  | 11 de março de 2011     | 978-4-06-380309-9                                                     |
| 13  | 13 de junho de 2011     | 978-4-06-380320-4                                                     |
| 14  | 13 de setembro de 2011  | 978-4-06-380324-2                                                     |
| 15  | 13 de dezembro de 2011  | 978-4-06-380331-0                                                     |
| 16  | 13 de março de 2012     | 978-4-06-380339-6                                                     |
| 17  | 13 de junho de 2012     | 978-4-06-380349-5                                                     |
| 18  | 13 de setembro de 2012  | 978-4-06-380359-4                                                     |
| 19  | 13 de dezembro de 2012  | 978-4-06-380369-3                                                     |
| 20  | 13 de março de 2013     | 978-4-06-380379-2                                                     |
| 21  | 13 de junho de 2013     | 978-4-06-380389-1                                                     |
| 22  | 13 de setembro de 2013  | 978-4-06-380397-6 (edição normal) 978-4-06-358459-2 (edição limitada) |
| 23  | 13 de dezembro de 2013  | 978-4-06-380410-2                                                     |
| 24  | 11 de abril de 2014     | 978-4-06-380422-5                                                     |
| 25  | 11 de julho de 2014     | 978-4-06-380433-1                                                     |
| 26  | 10 de outubro de 2014   | 978-4-06-380442-3                                                     |
| 27  | 13 de abril de 2015     | 978-4-06-380465-2                                                     |
| 28  | 12 de agosto de 2015    | 978-4-06-380474-4                                                     |
| 29  | 13 de outubro de 2015   | 978-4-06-380484-3                                                     |
| 30  | 13 de janeiro de 2016   | 978-4-06-380491-1                                                     |
| 31  | 11 de março de 2016     | 978-4-06-380498-0                                                     |
| 32  | 13 de julho de 2016     | 978-4-06-394513-3                                                     |
| 33  | 13 de outubro de 2016   | 978-4-06-394522-5                                                     |
| 34  | 13 de março de 2017     | 978-4-06-394535-5                                                     |
| 35  | 10 de agosto de 2017    | 978-4-06-394550-8                                                     |
| 36  | 13 de novembro de 2017  | 978-4-06-510484-2 (edição normal) 978-4-06-510715-7 (edição limitada) |
| 37  | 13 de fevereiro de 2018 | 978-4-06-510484-2                                                     |
| 38  | 11 de maio de 2018      | 978-4-06-511697-5                                                     |
| 39  | 9 de agosto de 2018     | 978-4-06-512495-6 (edição normal) 978-4-06-512666-0 (edição limitada) |
| 40  | 13 de novembro de 2018  | 978-4-06-513925-7 (edição normal) 978-4-06-514136-6 (edição limitada) |
| 41  | 13 de março de 2019     | 978-4-06-515049-8                                                     |
| 42  | 12 de julho de 2019     | 978-4-06-516668-0                                                     |
| 43  | 13 de dezembro de 2019  | 978-4-06-518035-8                                                     |
| 44  | 13 de maio de 2020      | 978-4-06-519522-2                                                     |
| 45  | 13 de outubro de 2020   | 978-4-06-521140-3                                                     |
| 46  | 12 de março de 2021     | 978-4-06-522560-8 (edição normal) 978-4-06-522851-7 (edição limitada) |
| 47  | 12 de agosto de 2021    | 978-4-06-524543-9                                                     |
| 48  | 10 de fevereiro de 2022 | 978-4-06-526797-4                                                     |
| 49  | 13 de julho de 2022     | 978-4-06-528488-9                                                     |
| 50  | 13 de dezembro de 2022  | 978-4-06-530206-4 (edição normal) 978-4-06-530738-0 (edição limitada) |

### Anime
Um anime baseado no mangá foi anunciado em Maio de 2011. A série foi produzida pelo estúdio Madhouse sob a direção de Morio Asaka com a supervisão do roteiro feita por Naoya Takayama e character design por Kunihiko Hamada.  O diretor de arte foi Tomoyuki Shimizu, o de fotografia foi Kenji Fujita, o supervisor de cor foi Ken Hashimoto, o diretor CG foi Tsukasa Saito, a música foi feita por Kousuke Yamashita, e o diretor do som foi Masafumi Mima. Os 25 episódios da série forma ao aor na Nippon Television entre 4 de Outubro de 2011 e 27 de Março de 2012. A série teve reprodução simultânea nos Estados Unidos, Canadá, Reino Unido, Irland, África do Sul, Austrália e Nova Zelândia pelo Crunchyroll. Animax Asia colocou no ar sua adapção em Inglês do anime começando em 13 de Fevereiro até 18 de Março, 2013. A série foi divididade em 9 volumes em DVD e Blu-ray Disc entre 21 de Dezembro de 2011 e 22 de Agosto de 2012 e como um set completo no formato Blu-ray no dia 18 de Julho de 2013.
Uma segunda temporada de 25 episódios, Chihayafuru 2, foi ao ar na Nippon Television entre 11 de Janeiro e 28 de Junho de 2013, a segunda temporada teve lançamento simultâneo pelo Crunchyroll.

### Música
A primeira música de abertura e finalização da primeira temporada foram “Youthful" da 99RadioService e "Soshite Ima" (そしていま, "And Now") por Asami Seto respecticamente. 99RadioService posteriormente soltou "Youthful" como um single no dia 30 de Novembro de 2011. Duas trilhas sonoras originais foram liberadas no dia 18 de Janeiro e no dia 28 de Março, 2013. A primeira música de abertura e finalização da primeira temporada foram "Star" da 99RadioService e "Akane Sora" ((茜空) por Seto.

## Recepção
Chihayafuru ganhou o segundo prêmio Manga Taisho, e o 35º Kodansha Manga Award na categoria  mangá shoujo. Quando Chihayafuru ganhou o prêmio Manga Taisho, foi comentado que a série combina o elemento esporte e elementos literários com um olhar perspicaz no seu assunto principal.
Na semana de 10–16 de Março de 2008, o quarto volume de Chihayafuru apareceu na posição número #24 no Ranking de Quadrinhos Japoneses, vendendo 29.776 cópias naquela semana Na semana de 8–14 de Junho de 2009, o quinto volume apareceu na posição #11, vendendo 46.774 cópias naquela semana. Na semana seguinte, caiu para o #21, vendendo 40.344 cópias. Na semana de 7–13 de Setembro de 2008, o sexton volume de Chihayafuru apareceu na #8 posição da lista, vendendo 61.089 cópias. Na próxima semana, apareceu no número #23, vendendo 45.028 cópias. Na semana de 7–14 de Dezembro de 2009, o sétimo volume conseguiu a posição #9 na lista, vendendo 70.790 cópias. Na semana seguinte ficou na posição #15 vendendo um adicional de 55.266 cópias. O oitavo volume ficou na posição número #5 dos best seller, vendendo 92.555 cópias na semana de 8–14 de Março de 2010. Na semana seguinte, caiu para o sétimo lugar, vendendo um adicional de 72.957 cópias. Enquanto na semana de 7–13 de Junho, 2010, o novo volume de Chihayafuru apareceu no número #6, vendendo 99.296 cópias naquela semana. The following week, it slipped to ninth place, selling an additional 74,885 copies. O décimo volume de Chihayafuru ficou em primeiro lugar na lista na semana de 13–19 de Setembro, caindo depois para a posição #19 na semana seguinte. Na semana de 13–19 de Dezembro, o décimo primeiro volume ficou no número #2, caindo para #23 na semana seguinte. O volume número 12 apareceu no número #9 durante a semana de 7–13 de Março, 2011, subindo para o número #4 na semana seguinte. O décimo terceiro volume ficou na posição número #3 durante a semana de 13–19 de June 2011, caindo para a #20 na próxima semana. O décimo quarto volume ficou na posição número #3 na semana de12–18 de Setembro, 2011, caindo para a #24 na semana seguinte.
Em Agosto de 2011, foi reportado que houve vendas de mais de 4,5 milhões de cópias do mangá.
A popularidade de Chihayafuru aumentou a popularidade do karuta competitivo.

## Outros
- Animage, Julho de 2011 p. 152
- Beveridge, Chris (15 de Novembro de 2011). «Chihayafuru Episode #07 Anime Review». The Fandom Post. Consultado em 16 de Novembro de 2011
- Beveridge, Chris (8 de Novembro de 2011). «Chihayafuru Episode #06 Anime Review». The Fandom Post. Consultado em 16 de Novembro de 2011
- Beveridge, Chris (2 de Novembro de 2011). «Chihayafuru Episode #05 Anime Review». The Fandom Post. Consultado em 4 de Novembro de 2011
- Beveridge, Chris (25 de Outubro de 2011). «Chihayafuru Episode #04 Anime Review». The Fandom Post. Consultado em 2 de Novembro de 2011
- Beveridge, Chris (18 de Outubro de 2011). «Chihayafuru Episode #03 Anime Review». The Fandom Post. Consultado em 20 de Outubro de 2011
- Dong, Bamboo (16 de Novembro de 2011). «The Stream - Back to the Future». Anime News Network. Consultado em 16 de Novembro de 2011